# Ångest (målning)
Ångest (norska: Angst) är en oljemålning av den norske konstnären Edvard Munch från 1894. Den är utställd på Munchmuseet i Oslo. 
Landskapet i bakgrunden är Oslofjorden, sett från Ekeberg i Oslo. Platsen är densamma som i Munchs målning Skriet, vars första version sammanställdes ett år tidigare. Den röda kvällshimlen påminner om såväl den i Skriet som Förtvivlan (1892). De grå dystra och spöklika ansiktena har likheter med den procession av människor som syns i målningen Afton på Karl Johan (1892). 
Ångest ingår i den serie på omkring 20 målningar av Munch som benämns Livsfrisen och skildrar den moderna människans ångest och dunkla driftsliv.